# Tecciztecatl
Tecciztecatl (nahuatl „ten, z krainy morskich ślimaków”) lub Tecuciztecatl (nahuatl „pan muszli”) – w wierzeniach Azteków czczony jako bóstwo lunarne. Według indiańskich mitów Tecciztecatl kiedyś był słońcem lecz podczas tworzenia Słońca Ruchu (Nahui Ollin), czyli piątej epoki świata, wystraszył się jego blasku i został zamieniony w księżyc. Jego konkurent Nanautzin został wtedy bogiem słońca. Tecuciztecatl był przedstawiany jako starzec dźwigający na plecach wielką białą muszlę (był to jego atrybut) i niekiedy utożsamia się go ze starym bogiem księżyca Metztli. Patronował szósty dzień miesiąca (Miquiztli) w kalendarzu azteckim.